# Turriff
Turriff, schottisch-gälisch: Torraibh, ist eine Ortschaft in der schottischen Council Area Aberdeenshire. Sie liegt rund 14 Kilometer südlich von Banff an der Mündung des Idoch Waters in den Deveron.

## Geschichte
Es existieren Hinweise, dass Turriff Hauptstadt des piktischen Königreiches Lathmon war. Im 12. Jahrhundert erhielt der Templerorden ein Landstück im heutigen Süden Turriffs. Nach der Auflösung des Templerordens fiel das Land an den Johanniterorden, der es bis zur schottischen Reformation hielt. Im 13. Jahrhundert befand sich einer der Wehrbauten des Clans Comyns, welcher die Earls of Buchan stellte, in direkter Umgebung. Zu den weiteren Wehranlagen um Turriff zählen Towie Barclay Castle, Craigston Castle und Delgatie Castle. Auch das Herrenhaus Forglen House geht auf einen Wehrbau der Arbroath Abbey zurück, welcher das Anwesen seit dem 13. Jahrhundert gehörte. Sie errichteten dort die heute als Ruine erhaltene Old Parish Church of St Congan. Weitere Herrenhäuser in der Umgebung sind Hatton Castle und Dunlugas House.
Im Jahre 1511 wurde Turriff als Burgh of Barony installiert, woran auch das Marktrecht geknüpft war. Als regionales Unterzentrum etablierte sich in Turriff ein Viehmarkt, der zu den größten in Nordostschottland wuchs. Des Weiteren sind Betriebe der Fleischverarbeitung und der Landgeräteproduktion angesiedelt.
Zwischen 1821 und 1881 stieg die Einwohnerzahl Turriffs von 922 auf 2304 an. Ab 1961 stieg die Einwohnerzahl abermals stetig von 2686 auf 5180 im Jahre 2011.

## Verkehr
Die von Aberdeen nach Macduff führende A947 bildet die Hauptverkehrsstraße von Turriff. An der 1857 eröffneten Banff, Macduff and Turriff Junction Railway, einer nach Macduff führenden, in Inveramsay von der Hauptstrecke der Great North of Scotland Railway abzweigenden Stichstrecke, erhielt Turriff einen eigenen Bahnhof. Die Strecke wurde jedoch bereits 1951 für den Personenverkehr geschlossen, der Güterverkehr endete in den 1960er Jahrengenau.